# Richardson Peak
Der Richardson Peak ist ein etwa 600 m hoher Berg an der Loubet-Küste des Grahamlands im Norden der Antarktischen Halbinsel. Auf der Arrowsmith-Halbinsel ragt er an der Ostflanke des Vallot-Gletschers in den Tyndall Mountains auf.
Geologen des British Antarctic Survey besuchten ihn zwischen 1980 und 1981. Das UK Antarctic Place-Names Committee (UK-APC) benannte ihn 1984 nach Hilda Richardson, Sekretärin der British Glaciological Society von 1953 bis 1962 sowie ab 1962 Generalsekretärin der Nachfolgeorganisation, der International Glaciological Society.